# Bankole Adeoye

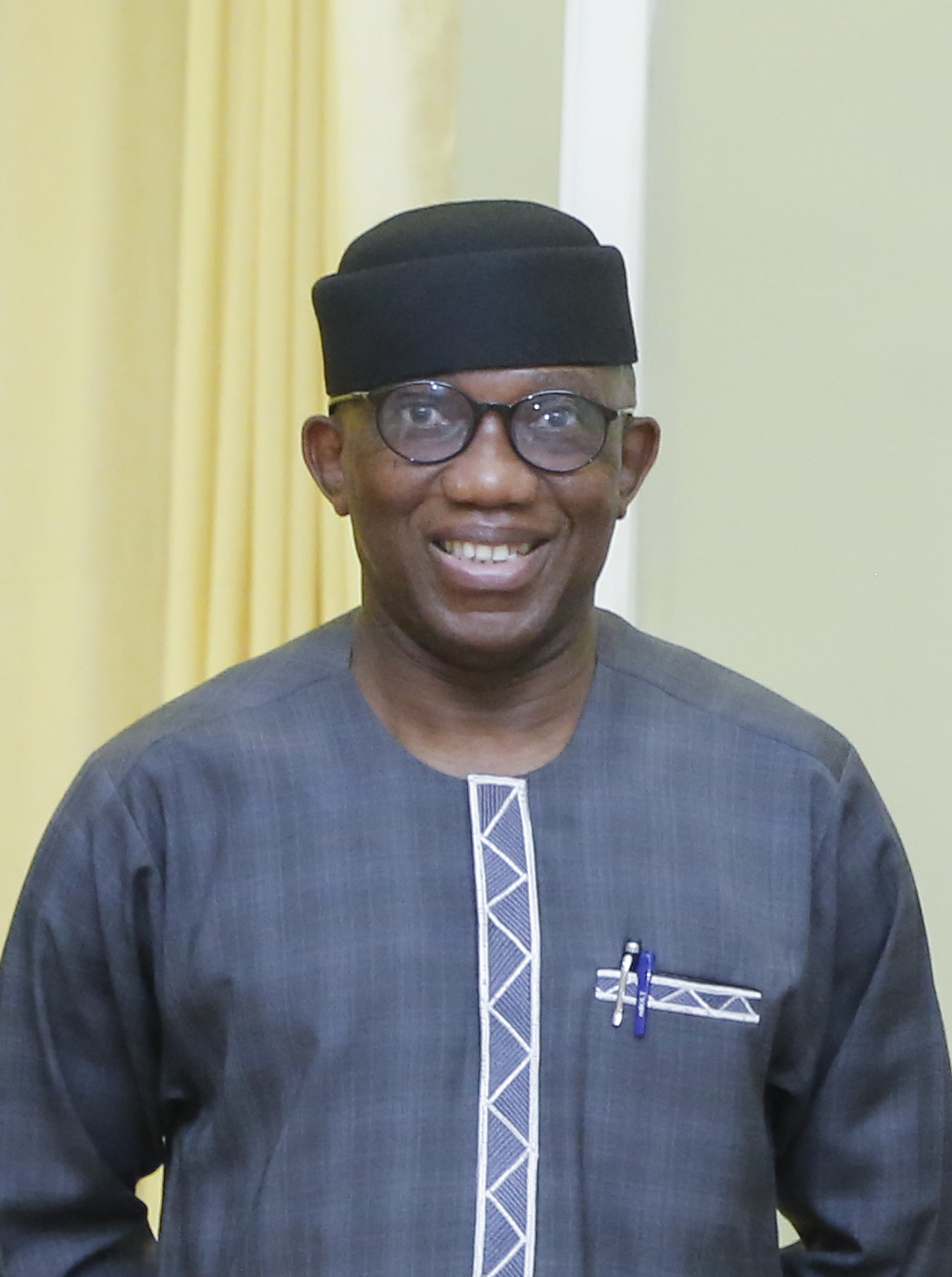
Bankole Adeoye (2022)

Bankole Adeoye (* vor 1965) ist ein nigerianischer Diplomat. Er war von 2017 bis 2020 Botschafter seines Landes in Äthiopien und ständiger Vertreter bei der Afrikanischen Union. Seit Februar 2021 ist er Kommissar der Afrikanischen Union für Politik, Friedenssicherung und Sicherheit (engl.: Commissioner for Political Affairs, Peace and Security).

## Herkunft und Ausbildung
1982 erwarb Adoeye einen B.A. in Politikwissenschaften und Geschichte an der Hochschule im westnigerianischen Ifẹ. 1987 schloss er einen Masterstudiengang in Politikwissenschaften in Lagos ab. 1991 absolvierte er mit einem Commonwealth-Chevening/British-Council-Stipendium an der University of Oxford einen Postgraduierten-Studium in Diplomatischen Studien mit Auszeichnung.

## Karriere
Bankole Adeoye leitete die Abteilung für internationale Organisationen im nigerianischen Außenministerium und hatte die Verantwortung für die Themen des zweiten (Menschenrechte, Humanitäre Aktionen, Soziales), dritten (Wirtschaft und Finanzen) und fünften Hauptausschusses (Regierungshandeln und Haushalt) der UN-Vollversammlung. In der Folge war er auch auf Auslandseinsätzen in Kairo und Brasilia.
Von 2007 bis 2015 war er dem NEPAD-Headquarters in Pretoria und Midrand zugeordnet und dort als Stabschef der Leitung, Koordinator für Partnerschaften und externe Beziehungen und Direktor für Organisationsdienstleistungen tätig.
Von 2017 bis 2020 war Adeoye in Addis Abeba als Botschafter, ständiger Repräsentant Nigerias bei der Afrikanischen Union und der Wirtschaftskommission für Afrika (UNECA) tätig und hatte außerdem die Akkreditierung für Djibouti.
Im Februar 2021 wurde er auf dem 34. AU-Summit zum Kommissar für Politik, Frieden und Sicherheit gewählt und trat sein Amt am 15. März 2021 als Nachfolger der Burkinerin Minata Samaté Cessouma an, die das Kommissariat für Gesundheit und Soziales übernahm.
Adeoye ist Befürworter einer Implementierung der Afrikanischen Friedens- und Sicherheitsarchitektur (APSA), der African Governance Architecture (AGA) und des African Peer Review Mechanism (APRM). Er fühlt sich einer Fortschreibung der Agenda 2063, den Werten des Panafrikanismus und der Afrikanische Renaissance verpflichtet und folgt der Prämisse Afrikanische Lösungen für afrikanische Probleme.

## Privates
Adoeye ist verheiratet mit Gwendolyn Adeoye und Vater von zwei Töchtern.